# Udenheim
Udenheim là một xã thuộc liên xã Wörrstadt, huyện Alzey-Worms, bang Rheinland-Pfalz, Đức. Làng này có diện tích 7,97 km².

## Vị trí địa lý
Là một làng trồng nho, Udenheim nằm trong huyện trồng nho lớn nhất ở Đức và ở giữa vùng trồng nho Rheinhessen. Nó giáp ranh giới với Saulheim, Sörgenloch và Schornsheim.

## Văn hóa và thắng cảnh

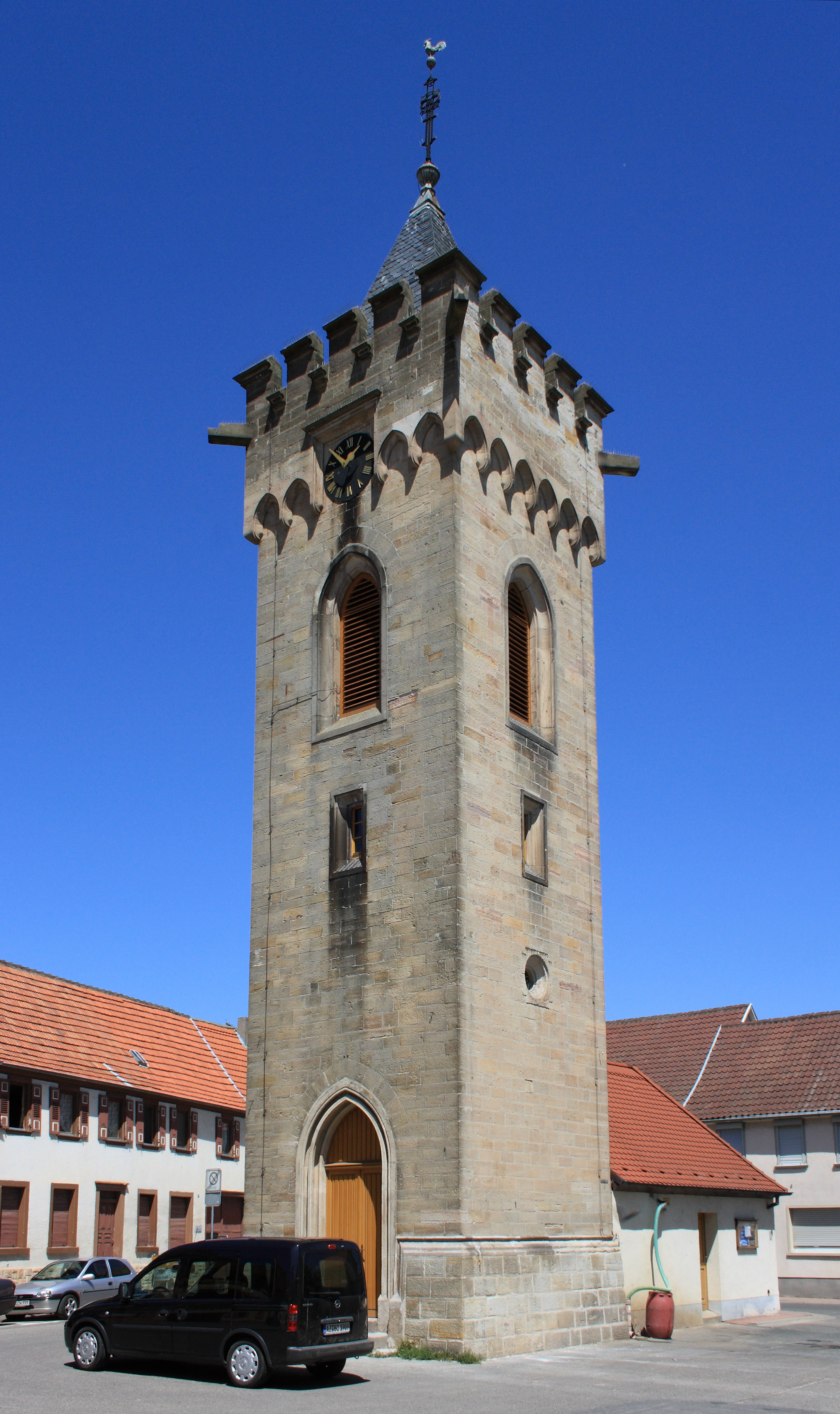
Tháp chuông

### Kiến trúc nổi bật
Nhà thờ Tin lành trên núi Udenheim nằm ở phía trên ngôi làng theo hướng Schornsheim. Từ năm 1874 có một tháp chuông ở trung tâm của làng, được xây dựng cho một nhà thờ được hoạch định. Trong một thời gian, tháp chuông còn được sử dụng để cảnh báo đội cứu hỏa bằng chuông cứu hỏa.